# Зачем мы женимся снова?
«Зачем мы женимся снова?» (англ. Why Did I Get Married Too?) — американская комедийная мелодрама 2010 года, продолжение первой части «Зачем мы женимся?», снятая студией «Lionsgate». Сценаристом, продюсером и режиссёром снова выступил Тайлер Перри, а также сыграл одну из главных ролей. Сюжет фокусируется на том, что четыре пары друзей собираются на недельные каникулы, чтобы за встречей старых знакомых разобраться и придать своим отношениям новые эмоции. В главных ролях — Джилл Скотт, Джанет Джексон, Таша Смит. Премьера состоялась 2 апреля 2010 года в Канаде и США.

## Сюжет
Друзья, четыре пары, знакомые с давних времён, собираются на сей раз на Багамах. Шейла (Джилл Скотт) обнаруживает, что её бывший муж Майк (Ричард Т. Джонс) планирует разрушить её новый брак. Их разборки ведут к новым неприятностям, это осложняется тем, что под удар ставятся нынешние отношения. Друзья вновь понимают, что их браки не застрахованы от подобного. Неуверенность приводит к недоверию. И теперь семейным парам предстоит взвесить свои поступки, проанализировать действия, и по возвращении домой сделать выбор в пользу обвинений или прощения.

## В ролях
- Тайлер Перри — Терри
- Джанет Джексон — Патриция
- Джилл Скотт — Шейла
- Шарон Лил — Дайан
- Малик Йоба — Гевин
- Ричард Т. Джонс — Майк
- Таша Смит — Анджела
- Ламман Ракер — Трой
- Майкл Джей Уайт — Маркус
- Луис Госсет-мл. — Портер
- Сисели Тайсон — Ола

## Съёмки
Джанет Джексон стала третьей из утверждённого актёрского состава, чтобы вновь сыграть свою героиню Патрицию из первого фильма, о чём стало известно в июне 2009 года. В связи с смертью Майкла Джексона производство было приостановлено на короткий период, после чего актриса вернулась на площадку. 6 августа 2009 года она заявила, что закончила сниматься в своих сценах. Ранее, 16 июня Тайлер Перри подтвердил, что все актеры из первого фильма вернутся в сиквел. Съёмки картины проходили в штате Джорджия и на Багамах

## Критика и отзывы, кассовые сборы
- Фильм получил смешанные отрицательные отзывы от критиков[4]. На основе 47 отзывов, собранных на сайте Rotten Tomatoes, фильм имеет общий положительный рейтинг в 26 % при среднем балле 4,4 из 10[5]. Для сравнения, Metacritic имеет средний балл 43 из 100 на основе 14 отзывов[4]
- Уэсли Моррис из Boston Globe дал фильму 2,5 из 4 звёзд, заявив: «Если кинематографическое видение Перри остается на уровне менее 20/20, его прозорливость крепнет благодаря фильму»[6]. Лиза Шварцбаум из Entertainment Weekly написала в своей рецензии: «Это противоречие в терминах, чтобы думать о феноменальном успехе, который разводит шоумен Тайлер Перри. Нет никакого другого описания данного продукта: страшно и грубо собранный»[7]
- «Зачем мы женимся снова?» собрал в общей сложности свыше $ 30,2 миллионов в первый уик-энд, обогнав блокбастер «Битва титанов». Первый уик-энд делает его третьим по величине проектом, созданным Тайлером Перри[8]. По состоянию на 6 июня 2010 года, фильм собрал более $ 60 миллионов[9]

## Саундтрек
Джанет Джексон записала для картины песню под названием «Nothing», которая служила в качестве сингла саундтрека. Кроме этого, Кэмерон Рафати записал сингл «Battles», который также звучал в фильме, а норвежец Кристел Алсос — композицию «Still»

## Награды и номинации
- «BET Awards» (2011) — номинация в категории «Лучший фильм»
- «BMI Film & TV Awards» (2010) — победа в категории «Музыкальный фильм» (композитор Аарон Зигман)
- «Image Awards» (2011) — номинация в категориях «Лучшая актриса в кинофильме» (Джанет Джексон), «Лучшая актриса второго плана в кинофильме» (Джилл Скотт), «Лучший сценарий к кинофильму» (Тайлер Перри)

## Мировой релиз
- Хорватия — 19 августа 2010 года
- Великобритания — 3 сентября 2010 года
- Ирландия — 3 сентября 2010 года
- ЮАР — 1 октября 2010 года
- Польша — 29 июля 2011 года
- Франция — 6 июля 2012 года — премьера на DVD
- Германия — 1 марта 2013 года — премьера на DVD